# Waldhof
Waldhof (en luxembourgeois : Waldhaff ) est un lieu-dit de la commune luxembourgeoise de Niederanven située dans le canton de Luxembourg.
La localité abrite un camp militaire qui sert de dépôt de munitions pour l'armée luxembourgeoise.